# Domenico Maria Canuti
Domenico Maria Canuti (Bologna, 1626 – Bologna, 1684) è stato un pittore italiano, del periodo barocco attivo essenzialmente a Bologna e Roma.

## Biografia

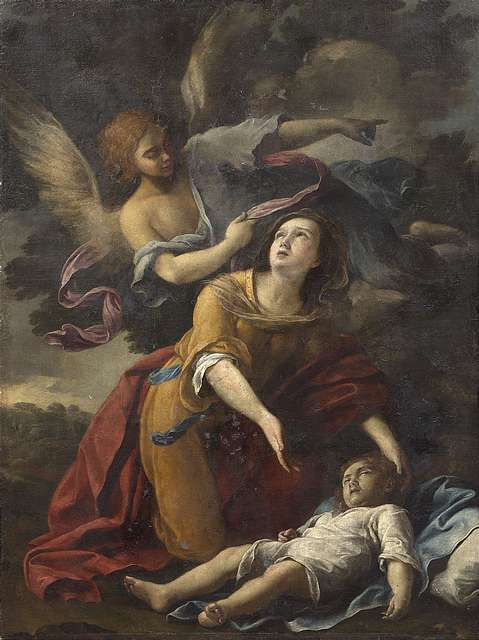
L'angelo e Agar, di D. M. Canuti

Nato a Bologna iniziò l'apprendistato presso la bottega di Guido Reni, e quindi fu discepolo del Guercino. Fu essenzialmente un pittore che predilesse la tecnica dell'affresco su volte e pareti. Dal 1650 al 1660 e anche negli anni 70 del XVII secolo operò a Roma dove dipinse Apoteosi di san Domenico nella chiesa dei santi Domenico e Sisto. Egli fu spesso sotto il patrocinio degli Olivetani. Partecipò, assieme a Francesco Cozza e Carlo Maratta alla decorazione di Palazzo Altieri e Palazzo Colonna.
Tornato a Bologna, completò gli affreschi di San Michele in Bosco e di Palazzo Pepoli Campogrande oltre che nel Palazzo Ducale di Mantova. Lavorarono nella sua bottega Giuseppe Maria Crespi e Giovanni Antonio Burrini. Alcuni di loro passarono poi al servizio di Lorenzo Pasinelli. Anche lo scultore bolognese Giuseppe Maria Mazza iniziò il suo apprendistato con Domenico Maria Canuti.
Canuti fu anche un incisore e fra i suoi lavori si possono annoverare i ritratti di Ludovico, Agostino ed Annibale Carracci. Suoi anche i dipinti La Vergine delle nuvole con Gesù Cristo e San Francesco in preghiera da Guido Reni.
Era zio dell'incisore Domenico Maria Bonavera, del quale fu anche maestro d'arte.